# Melanostoma floripeta
Melanostoma floripeta är en tvåvingeart som beskrevs av Speiser 1910. Melanostoma floripeta ingår i släktet gräsblomflugor, och familjen blomflugor.
Artens utbredningsområde är Kenya. Inga underarter finns listade i Catalogue of Life.